# Sternstunde
Sternstunde (um 1800 noch Sternenstunde) ist eine Metapher für Entscheidungen, Taten oder Ereignisse, die schicksalhaft die Zukunft beeinflussen. Entlehnt ist der Begriff der Astrologie, die postuliert, der Stand der Sterne zum Zeitpunkt der Geburt bestimme wesentlich den weiteren Lebensweg. Umgangssprachlich wird Sternstunde auch für ein im positiven Sinn außergewöhnliches oder glanzvolles Ereignis verwendet.
Besondere Popularität erlangte der Begriff durch Stefan Zweigs bekanntes Buch „Sternstunden der Menschheit“ von 1927, in dem er in 14 essayistischen Erzählungen geschichtliche Wandlungsprozesse anhand währenddessen stattfindender, prägnanter Ereignisse illustriert (z. B. „Die Entdeckung des Pazifischen Ozeans“, „Die Marseillaise entsteht“ oder „Das erste Telefonat über den Ozean“). Im Vorwort erläuterte er den Begriff so:

„Solche dramatisch geballten, solche schicksalsträchtigen Stunden, in denen eine zeitüberdauernde Entscheidung auf ein einziges Datum, eine einzige Stunde und oft nur eine Minute zusammengedrängt ist, sind selten im Leben eines Einzelnen und selten im Laufe der Geschichte. […] Ich habe sie so genannt, weil sie leuchtend und unwandelbar wie Sterne die Nacht der Vergänglichkeit überglänzen.“